# Polyomino
Ein Polyomino (Kunstwort, abgeleitet von Domino) ist eine Fläche, die aus {\displaystyle n} zusammenhängenden Quadraten besteht.
Für kleine {\displaystyle n} sind auch die Bezeichnungen
Monomino ({\displaystyle n=1}),
Domino ({\displaystyle n=2}),
Tromino ({\displaystyle n=3}),
Tetromino ({\displaystyle n=4}),
Pentomino ({\displaystyle n=5}),
Hexomino ({\displaystyle n=6}),
Heptomino ({\displaystyle n=7}),
Oktomino ({\displaystyle n=8}),
Nonomino oder Enneomino ({\displaystyle n=9}),
Dekomino ({\displaystyle n=10}),
Undekomino ({\displaystyle n=11}),
Dodekomino ({\displaystyle n=12})
usw. üblich.

## Definition
Ein Polyomino oder {\displaystyle n}-Mino ist eine Figur {\displaystyle P}, die aus {\displaystyle n\geq 1} kongruenten Quadraten besteht, für die gilt
1. je zwei Quadrate haben entweder keinen Punkt oder eine Ecke oder eine Kante gemeinsam,
2. zu je zwei verschiedenen Quadraten {\displaystyle Q_{1}} und {\displaystyle Q^{*}} aus {\displaystyle P} gibt es eine Folge {\displaystyle Q_{1}Q_{2}\ldots Q_{k-1}Q^{*}} von benachbarten Quadraten aus {\displaystyle P}.

Dabei heißen zwei Quadrate benachbart, wenn die Menge ihrer gemeinsamen Punkte eine Seite ist. Folgende Beispiele stellen demnach keine Polyominos dar.

1. ungültig
2. ungültig
3. ungültig
4. ungültig

Für besondere Anwendungen wird zusätzlich gefordert:
- {\displaystyle P} bildet eine einfach zusammenhängende Punktmenge.

Polyomino mit Loch

### Darstellung über Zusammenhangsgraphen

Jedem Polyomino {\displaystyle P} lässt sich ein Zusammenhangsgraph zuordnen, indem man jedes Quadrat aus {\displaystyle P} als Knoten und das Benachbartsein zweier Quadrate durch eine Kante wiedergibt. Nachfolgend wird dies anhand der 5 Tetrominos dargestellt.

## Konstruktion

Die 5 Tetrominos

### Bestimmung der Anzahlen
Es gibt verschiedene Ansätze, die Anzahl der Polyominos zu bestimmen. Am häufigsten wird nur bis auf Kongruenz unterschieden. In praktischen Sachverhalten sind jedoch häufig nur orientierungserhaltende Bewegungen für das Zur-Deckung-Bringen zugelassen, also nur Drehungen und Verschiebungen und keine Achsenspiegelungen. Auch bei dem Spiel Tetris ist dies der Fall. Kongruente Polyominos, die eine unterschiedliche Orientierung besitzen, werden dabei als verschieden angesehen

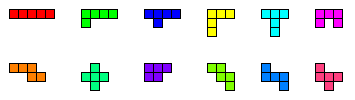
Die 12 Pentominos

Die 35 Hexominos

{\displaystyle A(n)} bezeichnet die Anzahl Polyominos, die sich  bis auf Kongruenz aus {\displaystyle n} Quadraten bilden lassen. {\displaystyle A'(n)} ist die Anzahl unter Beachtung der Orientierung, d. h. zueinander spiegelbildliche (wie oben illustriert) werden als verschieden betrachtet. {\displaystyle A''(n)} bezeichnet die Anzahl unter Beachtung der Orientierung und aller möglichen Lagen, dabei werden sogar zwei zueinander gedrehte, aber sonst gleiche Polyominos als verschieden angesehen. Vor allem {\displaystyle A(n)} ist von Interesse.
| {\displaystyle n} | {\displaystyle A(n)} | {\displaystyle A'(n)} | {\displaystyle A''(n)} |
| ----------------- | -------------------- | --------------------- | ---------------------- |
| 1                 | 1                    | 1                     | 1                      |
| 2                 | 1                    | 1                     | 2                      |
| 3                 | 2                    | 2                     | 6                      |
| 4                 | 5                    | 7                     | 19                     |
| 5                 | 12                   | 18                    | 63                     |
| 6                 | 35                   | 60                    | 216                    |
| 7                 | 108                  | 196                   | 760                    |
| 8                 | 369                  | 704                   | 2.725                  |
| 9                 | 1.285                | 2.500                 | 9.910                  |
| 10                | 4.655                | 9.189                 | 36.446                 |
| 11                | 17.073               | 33.896                | 135.268                |
| 12                | 63.600               | 126.759               | 505.861                |
| 13                | 238.591              | 476.270               | 1.903 890              |
| 14                | 901.971              | 1.802.312             | 7.204.874              |
| 15                | 3.426.576            | 6.849.777             | 27.394.666             |

Werden ausschließlich einfach zusammenhängende Polyominos gezählt, so ergeben sich von {\displaystyle n=7} an abweichende Zahlen.

### Rekursive Fortsetzung

#### Algorithmus
Man kann leicht ein rekursives Verfahren beschreiben, das es gestattet, aus der Kenntnis aller {\displaystyle n-1}-Minos {\displaystyle (n\geq 2)} alle {\displaystyle n}-Minos zu gewinnen. Es lässt sich zunächst zeigen, dass es zu einem {\displaystyle n}-Mino {\displaystyle P_{2}} {\displaystyle (n\geq 2)} ein {\displaystyle n-1}-Mino {\displaystyle P_{1}} und ein Quadrat {\displaystyle Q} gibt, so dass {\displaystyle P_{2}=P_{1}\cup Q} ist. Dadurch kann von der Kenntnis der Klassen der {\displaystyle n-1}-Minos ausgegangen werden. Durch Anfügen eines Quadrates entsteht je ein Repräsentant der Klassen der {\displaystyle n}-Minos. Auf diese Weise kann auch die Anzahl {\displaystyle A(n)} der Klassen bestimmt werden. Wir verfahren wie folgt.
Wir nummerieren die Klassen der {\displaystyle n-1}-Minos durch und beginnen mit einem Repräsentanten {\displaystyle P} der ersten Klasse und betrachten systematisch alle Lagen eines Quadrates {\displaystyle Q}, die überhaupt zu einem {\displaystyle n}-Mino {\displaystyle P\cup Q} führen können. Diese Lagen werden mit  oder  markiert, je nachdem, ob das entsprechende {\displaystyle n}-Mino zu den bisherigen kongruent ist oder nicht. Nach gleicher Weise wird bei den nächsten Klassen der {\displaystyle n-1}-Minos verfahren. Natürlich kann dabei ein {\displaystyle n}-Mino entstehen, welches zu einem aus vorangegangenen Schritten kongruent ist. Solche werden mit einem Lagekästchen  bezeichnet {\displaystyle (i=1,2,\ldots )}.
Nach endlich vielen Schritten bricht das Verfahren ab und es liefert einen Repräsentanten für jede Klasse der {\displaystyle n}-Minos.

#### Beispiel
Der rekursive Algorithmus soll bei der Ermittlung der Pentominos aus Tetrominos eingesetzt werden.

#### Computergestützt
Auf der Grundlage dieses Verfahrens lassen sich die {\displaystyle A(n)} mit Computern bestimmen. Dabei lassen sich Polyominos durch eine Matrix mit 0 und 1 wie in folgendem Beispiel beschreiben.
 wird zu {\displaystyle {\begin{pmatrix}1&1&1&0\\1&0&1&1\\1&0&0&0\end{pmatrix}}}

#### Hexominos
Eine Untergruppe von 11 der 35 Hexominos stellen geometrisch gesehen das Netz eines Würfels dar, da er durch 6 quadratische Flächen begrenzt wird.

## Zusammengesetzte ähnliche Polyominos (Reptiles)

Figur 1

Figur 2

Figur 3

### Allgemeine Reptiles-Definitionen
- Ähnliche Figuren, die sich lückenlos zu einer größeren Figur, die zu den kleineren Figuren ähnlich ist, zusammensetzen lassen, werden im Englischen als Reptiles (Abkürzung für replicating tiles) bezeichnet.
- Ist {\displaystyle n} die Anzahl der ähnlichen Teilfiguren, so wird die zusammengesetzte Figur rep-{\displaystyle n}-Figur genannt.

### Anwendungsbeispiele zu Polyominos
Im Folgenden sei {\displaystyle k\in \mathbb {N} }. Unter den verschiedenen Arten von Polyominos gibt es rep-{\displaystyle 4^{k}}-Figuren und rep-{\displaystyle 16^{k}}-Figuren (Figuren 1, 2 und 3).

## Verwendung

### Packungen
Welche notwendigen und hinreichenden Bedingungen bestehen für die positiv ganzzahligen Seitenlängen eines Rechteckes, damit dieses mit bestimmten Sorten von Polyominos gepackt werden kann.

### Spieleindustrie
Die Spiele Domino und Pentomino (Begriff stammt vom amerikanischen Mathematiker Solomon W. Golomb) sind weit verbreitet. Tetrominos kommen unter anderen in dem vom russischen Programmierer Alexei Paschitnow 1985 entwickelten Computerspiel Tetris zum Einsatz, wobei komplexere Versionen dieses Spiels auch auf andere Polyominos – ggf. Polywürfel, z. B. BlockOut – zurückgreifen. Ein Brettspiel, das dem Computerspiel Tetris nahe kommt, ist FITS (2009) von Reiner Knizia. Es nahm sich das Computerspiel ausdrücklich zum Vorbild. Weitere neuere Brettspiele sind das 2000 erschienene Blokus sowie Ubongo (2005), wo jeweils die verschiedenen großen {\displaystyle n}-Minos für {\displaystyle n=1,...,5} als Spielmaterial verwendet werden. Auch die Spiele Patchwork (2014) und Cottage Garden (2016) von Uwe Rosenberg sowie Die Baumeister von Arkadia (2006) von Rüdiger Dorn, NMBR 9 (2017) von Peter Wichmann und Bärenpark (2017) von Phil Walker-Harding nutzen diese Formen als Legeteile. Bei Ein Fest für Odin (2016) von Uwe Rosenberg sind die Plättchen rechteckig angeordnet. Auch dieses Spiel wird als Polyomino-Spiel eingestuft. 2001 erschien das Spiel Rumis, welches dreidimensionale Steine (Polywürfel) verwendet.

### Pädagogik
Die Bausteine finden in der Grundschule Verwendung und dienen der Verbesserung der räumlichen Vorstellung. Ziel ist es, zu einer vorgegebenen Menge von Bausteinen Figuren zu finden oder für vorgegebene Figuren eine Zerlegung in die entsprechenden Bausteine.
Es ist nicht möglich, aus allen 5 möglichen Tetronimos ein 5×4 Rechteck zu erstellen. Es ist auch nicht möglich, ohne Mehrfachverwendung eines Winkelstücks, ein 4×4 Quadrat aus Tetrominos zu erstellen. Die verwendeten Figuren werden, wenn für sie Tetrominos verwendet werden, die den Buchstaben L, T und Z ähnlich sind, auch LTZ-Parkette genannt.

## Verwandte Themen
- Polywürfel (auch Polykuben) – das dreidimensionale Pendant mit Würfeln